# Robert Ranulph Marett
Robert Ranulph Marett, né le 13 juin 1866 et mort le 18 février 1943, est un ethnologue, anthropologue, historien, sociologue, philosophe et spécialiste en sciences des religions. Il est partisan de la British Evolutionary School de l'anthropologie culturelle fondée par Edward Burnett Tylor et qui affirme que les sociétés modernes primitives fournissent des preuves de phases dans l'évolution de la culture, qu'elle tente de retrouver grâce à des méthodes comparatives et historiques. Marett se concentre principalement sur l'anthropologie de la religion. En étudiant l'origine évolutive des religions, il modifie la théorie animiste de Tylor pour inclure le concept de mana. La carrière d'enseignement et d'écriture anthropologique de Marett à l'Université d'Oxford couvre le début du XXe siècle, avant la Seconde Guerre mondiale. Il forme de nombreux anthropologues remarquables. Il est collègue de John Myres et, grâce à lui, étudie l'archéologie égéenne.

## Contexte familial
Marett est le fils unique du poète, linguiste et bailli de Jersey Robert Pipon Marett et de Julia Anne Marett. Il naît à Saint Brélade. Il appartient à une famille, à l'origine nommée Maret, qui s'est installée à Jersey depuis la Normandie au XIIIe siècle. La branche de Saint Brélade construit une maison seigneuriale pour eux-mêmes, La Haule Manor (aujourd'hui un hôtel). Ils ont une richesse et une position substantielles, fournissant des magistrats de haut niveau au gouvernement de Jersey. Le père de Robert a été Bailli de Jersey. Il est l'un des fondateurs de La Patrie, un journal patriotique. Auparavant, Philip Maret, troisième fils du deuxième Seigneur de La Haule, né en 1701, émigre à Boston, ooù il devient capitaine de marchand. Sa famille ultérieure participe à la Révolution américaine et à la guerre de 1812.

La mère de Robert, Julia Anne, porte également le nom de Marett avant son mariage. Elle est l'une des huit enfants des sœurs Janvrin, Esther Elizabeth et Maria Eliza, de Philip Marett, qui n'est pas dans la ligne immédiate de Robert Pipon. Philip est un nom souvent utilisé par les Maretts. Ainsi, Julia Anne est seulement une cousine éloignée de son mari. La maison, cependant, entre en possession de Robert Ranulph par le biais de sa mère. Sa mère est Maria Eliza Janvrin. Elle et Robert Pipon ont quatre enfants, Robert Ranulph, Mabel Elizabeth, Philippa Laetitia et Julia Mary. Robert Ranulph est fils unique mais a trois sœurs et un grand nombre de cousins. La famille est anglicane. Cyril Norwood dit de lui, dans une revue de son autobiographie en 1941 :
Né d'une bonne famille, remontant à travers de nombreuses générations de service à Jersey, il est élevé dans un bon foyer avec des parents sages et cultivés dans un bel endroit situé sous le ciel et la mer. La nature, dans sa bienveillance, le dote de bonnes facultés intellectuelles, d'une bonne mémoire, d'une imagination vive et d'une vigueur physique abondante.

## Formation

### Enseignement primaire et secondaire

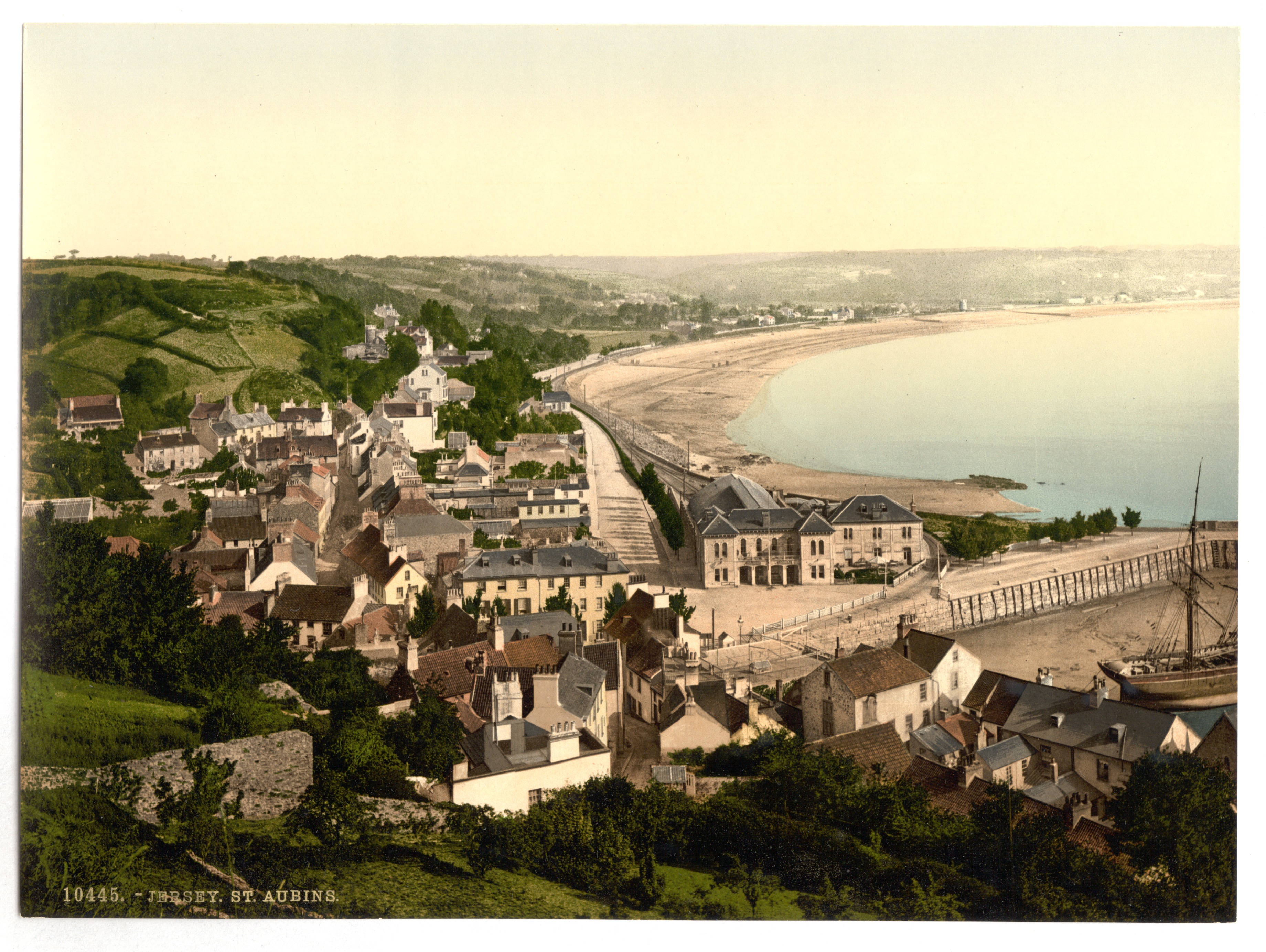
Saint Aubin en 1890. Le chemin de fer est visible juste au-dessus de la plage. La Haule Slip est le premier, juste avant la clairière.

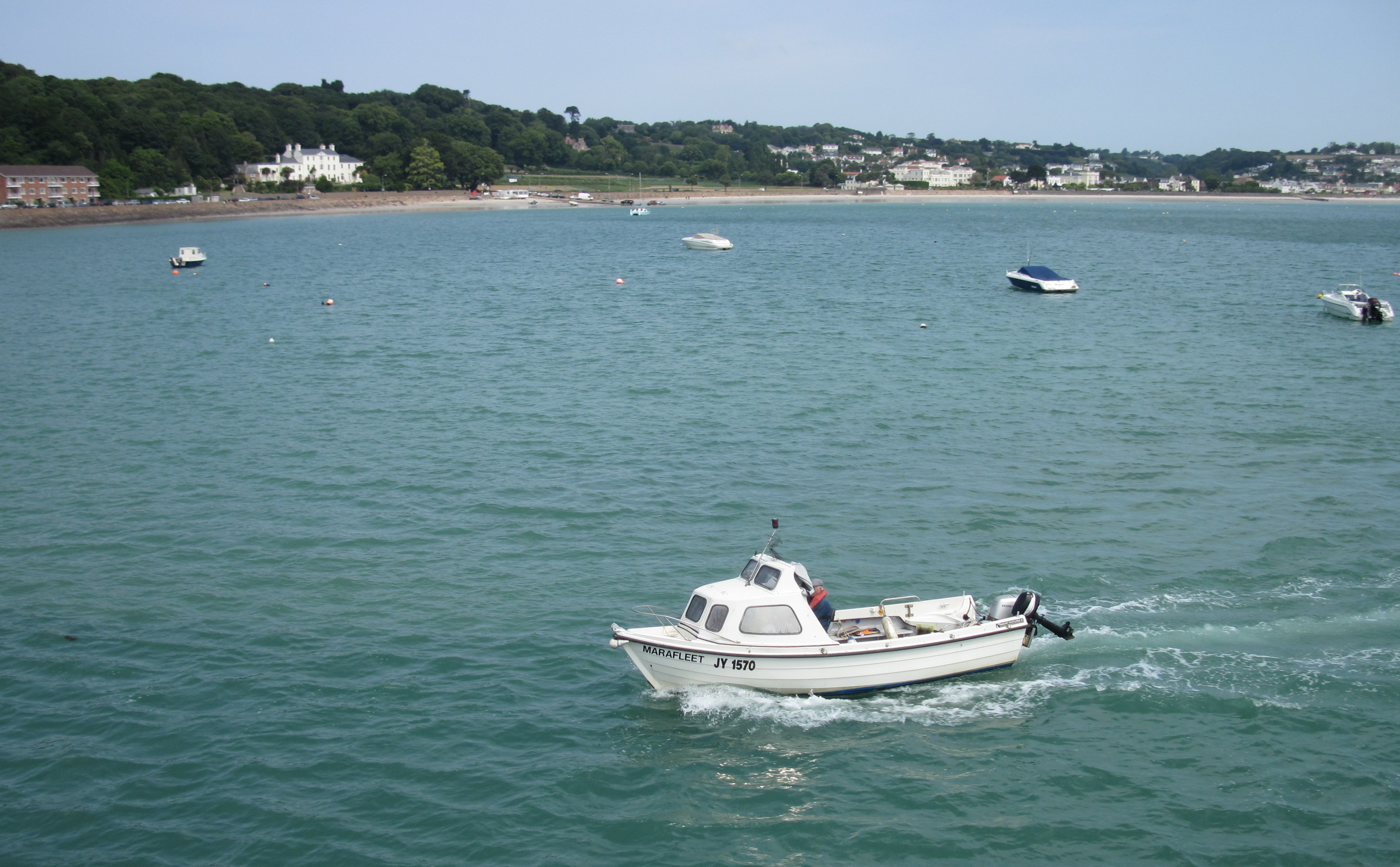
La plage depuis la baie de Saint-Aubin. La Haule est le grand bâtiment sur la gauche.

Durant ses premières années d'études, le jeune Robert est scolarisé dans une Dame school de la région. Il est ensuite placé à l'école Saint-Aubin, un lycée privé fondé à la Maison Martel. C'est l'ancienne demeure de la famille Martel, commerçants, à Saint Aubin non loin du Manoir de La Haule. Elle a été fondée en 1813 par Esther Brine et son mari, Philip le Maistre, un instituteur. Les Brine avaient acheté le manoir aux Martel. En 1867, ils déclarent une population scolaire d'environ 50 garçons, dont la moitié étaient des pensionnaires.
Saint-Aubin jouit d'une réputation internationale. Robert y fréquente l'école de 9 à 14 ans, de 1875 à 1880. À la mort de Le Maistre en 1873, le nouveau directeur et propriétaire est John Este Vibert, qui a une mentalité militaire. De nombreux futurs officiers militaires sortent de Saint-Aubin. Vibert est également scientifique et membre de la Royal Meteorological Society. Il dirige une station météorologique dans le bâtiment.
Marett poursuit ses études secondaires au Victoria College. Fondé en 1850 sur recommandation de la reine Victoria, Marett y est de 14 à 18 ans, de 1880 à 1884. Il fait le trajet quotidien en train qui existe depuis plusieurs décennies à travers le sud de l'île. Au lycée, puis à l'université, Marett est sociable, populaire et athlétique. Plus tard, il passe son temps à jouer au golf et au tir. Pour s'amuser, il aime faire la fête et jouer des tours car il a le sens de l'humour. Il rejoint la Milice de Jersey, qui est un club social, et il est promu lieutenant à l'âge de 17 ans. Il lit aussi avec avidité dans la vaste bibliothèque de La Haule. Il s'intéresse beaucoup à l'histoire naturelle,.
Après avoir terminé ses études en 1884, il prévoit de commencer à Balliol College de l'Université d'Oxford, à l'automne, mais la maladie persistante de son père le retarde. Son père décède le 10 novembre. Selon la loi britannique de la la primogéniture, il hérite de tout le domaine, mais pour le moment, il n'est pas intéressé. Il n'y a pas de changements pratiques dans la gestion du domaine. Sa mère et ses trois sœurs continuent de vivre à la maison. Cependant, sa mère décède en 1901, et les trois sœurs ne se marient jamais[réf. nécessaire].

### Éducation universitaire

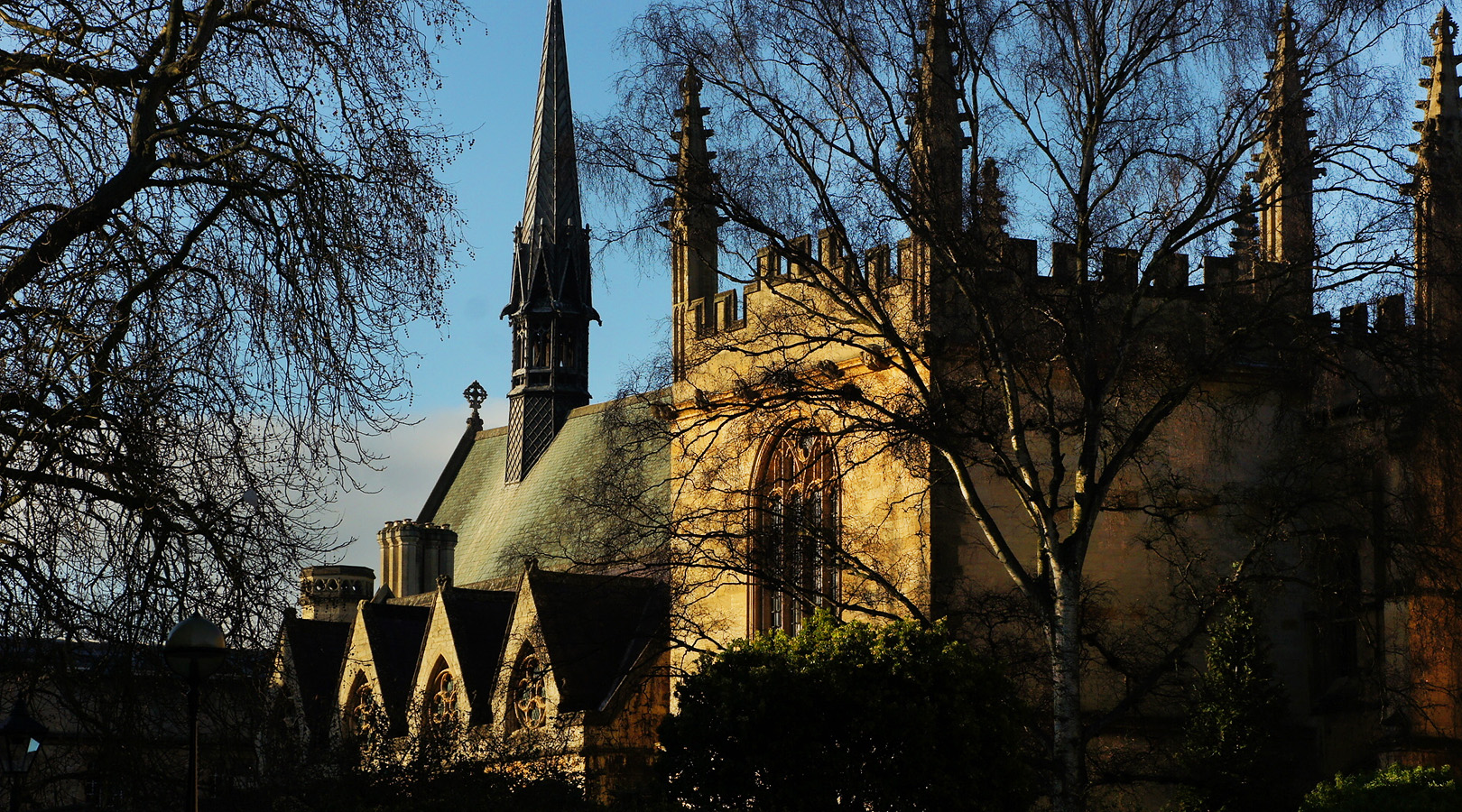
L'université d'Oxford

Bien que bénéficiaire de ressources financières, Marett fait une demande d'aide financière, qui est octroyée sur la base de l'excellence et généralement démontrée lors d'un examen. En anglais britannique, il remporte une « exhibition (angleterre) (en) » du Council of Legal Education (en) (aujourd'hui City Law School (en)). Dans ce contexte, il s'agit d'une modeste récompense financière destinée à l'étude du droit. Cette récompense lui confère le statut d'« exhibitioner ». Il doit alors rejoindre l'Inner Temple, l'un des quatre groupes d'une association professionnelle de barristers appelée les Inns of Court,.
Il y a un chevauchement avec l'intérêt de Marett : le droit romain. Marett se spécialise en lettres classiques, l'étude des anciens Grecs et Romains. À cette époque, l'anthropologie en tant que discipline universitaire n'existe pas encore ; en fait, Marett sera l'un de ses premiers professeurs, le premier à Oxford. En vertu de son adhésion à l'Inner Temple, il doit finalement réussir un "examen du barreau" en droit romain, ce qu'il fait en 1891. Ce succès ne le qualifie en aucune façon pour exercer le droit. Il n'est jamais devenu avocat et n'a jamais manifesté d'intérêt pour le gouvernement de Jersey, contrairement à son père. Marett remporte le Prix du Chancelier pour la versification latine en 1887, qui est une somme modeste conditionnelle à la soumission de quelques vers latins nouveaux composés par le récipiendaire,.
Début 1889, il est frappé par une méningite en rentrant chez lui après les cours. Il n'est ensuite pas en mesure de fréquenter Oxford pour le reste du trimestre. Lorsqu'il est suffisamment rétabli, il est envoyé en Suisse pour un traitement final. Il y apprend le français et l'allemand. Il s'inscrit à l'Université de Berlin en philosophie, qu'il étudie pendant un an. Cependant, étant un jeune homme fortuné dont le père était connu à l'international, il a un accès informel aux échelons supérieurs de la société. Il fréquente des Junkers et déjeune avec le Kaiser. Parmi les Américains à l'étranger, il rencontre Buffalo Bill. Ses expériences éducatives prévues se transforment rapidement en Grand Tour. À la fin de l'année (1890), il refuse de rentrer chez lui. En continuant vers Rome, il se retrouve dans la société de Lord et Lady Dufferin, des fêtards invétérés. Leur activité principale est la socialisation. Lord Dufferin est alors ambassadeur britannique en Italie,.
Enfin, il rentre chez lui et passe l'examen du barreau. Il trouve un emploi de tuteur à Balliol et devient secrétaire à Toynbee Hall tout en préparant l'examen qu'il finit par réussir. Lorsque les résultats sont annoncés début 1891, il est libre de commencer sa carrière professionnelle. Il se voit décerner le diplôme de maîtrise ès arts plus tard cette année-là sans travail ni examen supplémentaires, comme le veut la coutume à Oxford.

## Carrière

### Philosophie
La première fonction professionnelle de Marett est en philosophie en tant que Fellow au Exeter College, à partir de l'automne 1891.
L'Exeter College, qui est peu peuplé, est sans aucun doute régi par les statuts de 1882. Il prévoit un Organe directeur composé d'un Recteur et de deux types de Fellows : Ordinaires et Tutrices. Certains ont en plus des fonctions spéciales, telles que le Boursier. Le recrutement se fait par vote de l'Organe directeur. Il y a une brève note dans le Registre de Exeter College pour 1890 indiquant qu'il est un « Tutorial Fellow Ex. Coll. », vraisemblablement « Exeter College ».
Quant à la manière dont il a pu obtenir le poste, il dit dans son autobiographie que tout ce qu'il demande à l'historien est d'être classé comme "même le moins des 'hommes de Jowett'", faisant référence au long Master du Balliol College. Il est désigné comme le philosophe influent, le classiciste et partisan de Gladstone, nommé Benjamin Jowett.
Cependant, il obtient le poste, et Marett se résout à se mettre sur la voie du succès. Il postule pour le Prix de philosophie morale T.H. Green en 1893, une récompense monétaire offerte tous les trois ans par le Balliol College pour le meilleur article sur la philosophie morale. Marett le remporte avec The Ethics of Savage Races, qui n'a jamais été publié. Cependant. Edward Burnett Tylor, fondateur de l'anthropologie culturelle, ffait partie de son comité d'examen pour l'article. La relation entre les deux hommes perdure.
Après la Première Guerre mondiale, il reste tuteur au Exeter College jusque 1928, date à laquelle il devient recteur. Il est nommé à la British Academy en 1931. Sa nécrologie fait référence à son rectorat comme une grande période de la vie du Exeter College.

### Anthropologie
Il succède à E.B. Tylor en tant que Lecteur en Anthropologie à Oxford en 1910, enseignant le Diplôme en Anthropologie au Pitt Rivers Museum. Il travaille sur le site paléolithique de La Cotte de St Brelade de 1910 à 1914, récupérant quelques dents d'hominidés et d'autres vestiges d'habitations de l'homme de Néandertal. En 1914, il crée un Département d'Anthropologie Sociale, et en 1916, il publie « Le site, la faune et l'industrie de La Cotte de Saint-Brélade, Jersey » (Archaeologia LXVII, 1916). Il est devenu recteur de l'Exeter College d'Oxford. Parmi ses étudiants figuraient Maria Czaplicka, Marius Barbeau, Dorothy Garrod, Earnest Albert Hooten, Henry Field  et Rosalind Moss .
Bien que prolifique dans ses publications, ses oeuvres restent peu lues et étudiées aujourd'hui et sa réputation ne survit pas. Aucune de ses idées n'a d'influence durable sur l'anthropologie. Cette situation s'observe déjà dans les années 1930 où la majorité des contributeurs ne font aucune référence à son travail, sauf par courtoisie.

### Phases de la religion
EB Tylor avait considéré l'animisme comme la forme la plus ancienne de religion, mais il n'avait pas eu accès aux données linguistiques de Robert Codrington sur le concept de mana en Mélanésie. Codrington a écrit après Tylor. La considération du mana a conduit Marett à rethéoriser l'histoire de la religion de Tylor, ajoutant une phase initiale, la religion pré-animiste, appelée pré-animisme par d'autres. Un nouveau fil conducteur doit être trouvé pour unir les trois phases. Marett a suggéré le surnaturel, ou "pouvoir d'effroi" (dans le sens original du mot). L'analyse de Marett sur l'histoire de la religion a été présentée dans The Threshold of Religion (1909) et a été affinée dans Anthropology (1912) et Psychology and Folklore (1920).

## Vie privée
Il épouse Nora Kirk, fille de John Kirk et d'Helen Cooke, le 5 juillet 1898. Il s'installe avec elle dans le nord d'Oxford et a quatre enfants, dont Robert Hugh Kirk Marett (en), auteur et diplomate. En 1914, il quitte Oxford pour retourner vivre à Jersey. Les dernières années de vies sont marquées par la perte de son fils aîné tué à bord du HMS Glorious en juin 1940 ainsi que par l'occupation allemande de l'île de Jersey. Il écrit son autobiographie à cette époque. Il meurt le 18 février 1943 et est incinéré à Oxford.

## Publications et conférences
- Origine et validité en éthique (1902)
- The Threshold of Religion, London, Methuen and Co. Ltd., 1914, Second, Revised and Enlarged éd. (1re éd. 1909) (lire en ligne)
- La naissance de l'humilité (1910)
- Anthropology, New York; London, Henry Holt and Company; Williams and Norgate, 1912 (lire en ligne)
- Progrès et histoire (1916)
- Psychology and Folk-lore, London, Methuen and Co. Ltd., 1920 (lire en ligne) Compendium.
- La diffusion de la culture (1927)
- L'homme en devenir : une introduction à l'anthropologie (1928)
- La matière première de la religion (1929)
- Foi, espérance et charité dans la religion primitive (1930-1932)
- Sacrements des gens simples (1930-1932)
- Tête, cœur et mains dans l'évolution humaine (1935)
- Tylor (1936)
- L'homme en devenir (1937), nouvelle édition
- Un Jerseyman à Oxford (1941), autobiographie